# Daiki Sugioka
Daiki Sugioka (født 8. september 1998) er en japansk fodboldspiller, som spiller for den japanske fodboldklub Shonan Bellmare.